# Sainte-Suzanne (Ariège)
Pour les articles homonymes, voir Sainte-Suzanne.
Sainte-Suzanne est une commune française, située dans le département de l'Ariège en région Occitanie. Sur le plan historique et culturel, la commune fait partie du Pédaguès, ancienne appellation remplacée au XXIe siècle par la dénomination géographique de Terrefort ariégeois, constitué des terreforts de Pamiers et de Saverdun, sur la rive gauche de l'Ariège.
Exposée à un climat océanique altéré, elle est drainée par la Lèze, l'Aunat, le ruisseau de Canalès, le ruisseau de Paulou et par divers autres petits cours d'eau.
Sainte-Suzanne est une commune rurale qui compte 249 habitants en 2022. Elle fait partie de l'aire d'attraction de Toulouse. Ses habitants sont appelés les Sainte-Suzannois ou Sainte-Suzannoises.
Le patrimoine architectural de la commune comprend un immeuble protégé au titre des monuments historiques : l'église Sainte-Suzanne, classée en 1989.

## Géographie

### Localisation
1. Carte dynamique
2. Carte Openstreetmap
3. Carte topographique
4. Carte avec les communes environnantes

Commune de l'aire d'attraction de Toulouse située dans la vallée de la Lèze, elle est limitrophe avec le département de la Haute-Garonne.

### Communes limitrophes
Sainte-Suzanne est limitrophe de huit autres communes dont trois dans le département de la Haute-Garonne.
Les communes limitrophes sont  Canens, Carla-Bayle, Lapeyrère, Le Fossat, Massabrac, Saint-Ybars, Sieuras et Villeneuve-du-Latou.
| Canens (Haute-Garonne)    | Massabrac (Haute-Garonne) | Saint-Ybars         |
| Lapeyrère (Haute-Garonne) | Sainte-Suzanne            | Villeneuve-du-Latou |
| Sieuras                   | Carla-Bayle               | Le Fossat           |

### Géologie et relief
La commune est située dans le Bassin aquitain, le deuxième plus grand bassin sédimentaire de la France après le Bassin parisien, certaines parties étant recouvertes par des formations superficielles. Les terrains affleurants sur le territoire communal sont constitués de roches sédimentaires datant du Cénozoïque, l'ère géologique la plus récente sur l'échelle des temps géologiques, débutant il y a 66 millions d'années. La structure détaillée des couches affleurantes est décrite dans les feuilles « n°1034 - Cazères » et « n°1056 - Le Mas d'Azil » de la carte géologique harmonisée au 1/50 000ème du département de l'Ariège, et leurs notices associées,.
La superficie cadastrale de la commune publiée par l’Insee, qui sert de références dans toutes les statistiques, est de 10,39 km2,. La superficie géographique, issue de la BD Topo, composante du Référentiel à grande échelle produit par l'IGN, est la même. L'altitude du territoire varie entre 220 m et 361 m.

### Hydrographie
La commune est dans le bassin versant de la Garonne, au sein du bassin hydrographique Adour-Garonne. Elle est drainée par la Lèze, l'Aunat, le ruisseau de Canalès, le ruisseau de Paulou, le ruisseau des amillous et par divers petits cours d'eau, constituant un réseau hydrographique de 17 km de longueur totale,.
La Lèze, d'une longueur totale de 70,2 km, prend sa source dans la commune de La Bastide-de-Sérou et s'écoule du sud vers le nord. Elle traverse la commune et se jette dans l'Ariège à Labarthe-sur-Lèze, après avoir traversé 20 communes.
L'Aunat, d'une longueur totale de 21,7 km, prend sa source dans la commune de Sieuras et s'écoule du sud vers le nord. Il traverse la commune et se jette dans la Garonne à Montaut, après avoir traversé 13 communes.

### Climat
Pour des articles plus généraux, voir Climat de l'Occitanie et Climat de l'Ariège.
En 2010, le climat de la commune est de type climat du Bassin du Sud-Ouest, selon une étude s'appuyant sur une série de données couvrant la période 1971-2000. En 2020, Météo-France publie une typologie des climats de la France métropolitaine dans laquelle la commune est exposée à un climat de montagne et est dans la région climatique Pyrénées centrales, caractérisée par une pluviométrie annuelle de 1 000 à 1 200 mm.
Pour la période 1971-2000, la température annuelle moyenne est de 12,7 °C, avec une amplitude thermique annuelle de 15,5 °C. Le cumul annuel moyen de précipitations est de 794 mm, avec 9,5 jours de précipitations en janvier et 5,7 jours en juillet. Pour la période 1991-2020, la température moyenne annuelle observée sur la station météorologique la plus proche, située sur la commune de Saint-Ybars à 3 km à vol d'oiseau, est de 13,6 °C et le cumul annuel moyen de précipitations est de 796,5 mm,. Pour l'avenir, les paramètres climatiques de la commune estimés pour 2050 selon différents scénarios d'émission de gaz à effet de serre sont consultables sur un site dédié publié par Météo-France en novembre 2022.

### Milieux naturels et biodiversité
Aucun espace naturel présentant un intérêt patrimonial n'est recensé sur la commune dans l'inventaire national du patrimoine naturel,,.

## Urbanisme

### Typologie
Au 1er janvier 2024, Sainte-Suzanne est catégorisée commune rurale à habitat très dispersé, selon la nouvelle grille communale de densité à 7 niveaux définie par l'Insee en 2022.
Elle est située hors unité urbaine. Par ailleurs la commune fait partie de l'aire d'attraction de Toulouse, dont elle est une commune de la couronne,. Cette aire, qui regroupe 527 communes, est catégorisée dans les aires de 700 000 habitants ou plus (hors Paris),.

### Occupation des sols
L'occupation des sols de la commune, telle qu'elle ressort de la base de données européenne d’occupation biophysique des sols Corine Land Cover (CLC), est marquée par l'importance des territoires agricoles (99,9 % en 2018), une proportion identique à celle de 1990 (99,9 %). La répartition détaillée en 2018 est la suivante : 
terres arables (48,1 %), zones agricoles hétérogènes (30 %), prairies (21,8 %), forêts (0,1 %). L'évolution de l’occupation des sols de la commune et de ses infrastructures peut être observée sur les différentes représentations cartographiques du territoire : la carte de Cassini (XVIIIe siècle), la carte d'état-major (1820-1866) et les cartes ou photos aériennes de l'IGN pour la période actuelle (1950 à aujourd'hui).

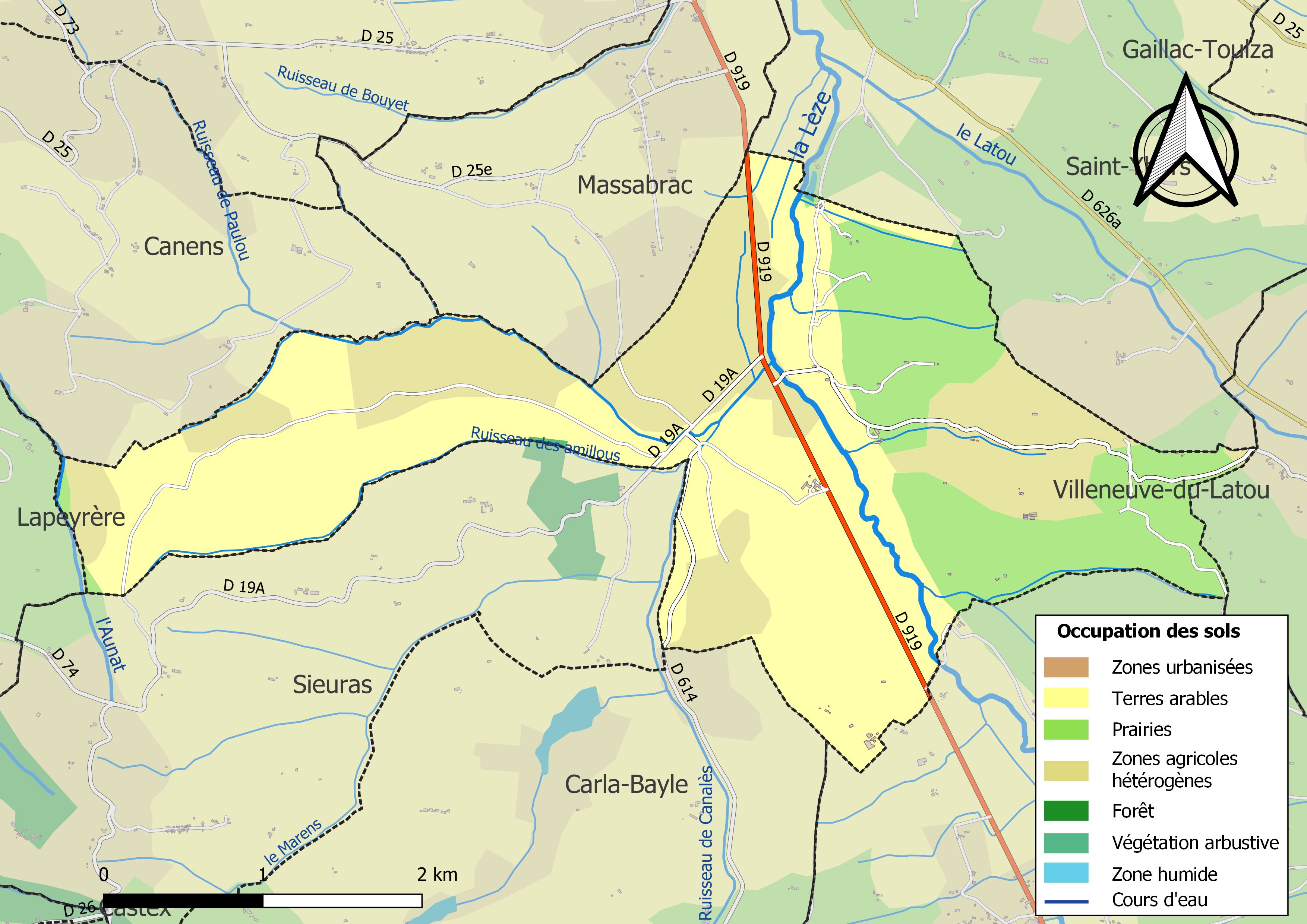
Carte des infrastructures et de l'occupation des sols de la commune en 2018 (CLC).

### Habitat et logement
En 2018, le nombre total de logements dans la commune était de 144, alors qu'il était de 136 en 2013 et de 125 en 2008.
Parmi ces logements, 75,7 % étaient des résidences principales, 11,8 % des résidences secondaires et 12,5 % des logements vacants. Ces logements étaient pour 92,4 % d'entre eux des maisons individuelles et pour 5,6 % des appartements.
Le tableau ci-dessous présente la typologie des logements à Sainte-Suzanne en 2018 en comparaison avec celle de l'Ariège et de la France entière. Une caractéristique marquante du parc de logements est ainsi une proportion de résidences secondaires et logements occasionnels (11,8 %) inférieure à celle du département (24,6 %) mais supérieure à celle de la France entière (9,7 %). Concernant le statut d'occupation de ces logements, 86,2 % des habitants de la commune sont propriétaires de leur logement (83,5 % en 2013), contre 66,3 % pour l'Ariège et 57,5 % pour la France entière.
| Typologie                                               | Sainte-Suzanne | Ariège | France entière |
| ------------------------------------------------------- | -------------- | ------ | -------------- |
| Résidences principales (en %)                           | 75,7           | 65,7   | 82,1           |
| Résidences secondaires et logements occasionnels (en %) | 11,8           | 24,6   | 9,7            |
| Logements vacants (en %)                                | 12,5           | 9,7    | 8,2            |

### Risques majeurs

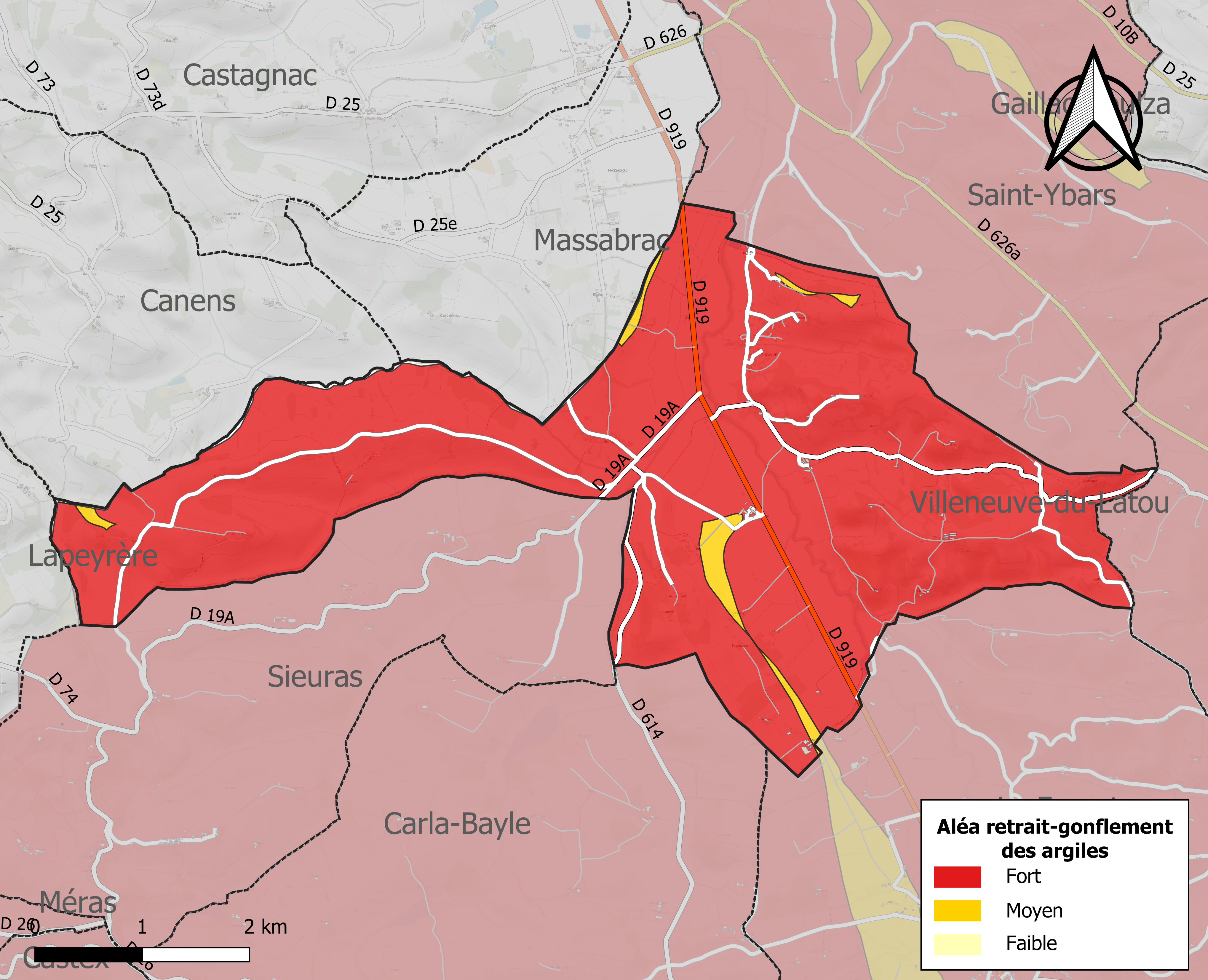
Zonage de l'aléa retrait-gonflement des argiles sur la commune de Sainte-Suzanne.

Le territoire de la commune de Sainte-Suzanne est vulnérable à différents aléas naturels : inondations, climatiques (grand froid ou canicule), mouvements de terrains et séisme (sismicité faible),.
Certaines parties du territoire communal sont susceptibles d’être affectées par le risque d’inondation par débordement, crue torrentielle d'un cours d'eau, le Lèze, ou ruissellement d'un versant. L’épisode de crue le plus marquant dans le département reste sans doute celui de 1875. Parmi les inondations marquantes plus récentes concernant la Lèze figurent les crues de 1977, de 1992, de 1993, de 2000 et de 2007.
Les mouvements de terrains susceptibles de se produire sur la commune sont soit des glissements de terrains soit des mouvements liés au retrait-gonflement des argiles. Près de 50 % de la superficie du département est concernée par l'aléa retrait-gonflement des argiles, dont la commune de Sainte-Suzanne. L'inventaire national des cavités souterraines permet par ailleurs de localiser celles situées sur la commune.
Près de 50 % de la superficie du département est concernée par l'aléa retrait-gonflement des argiles, dont la commune de Sainte-Suzanne. L'inventaire national des cavités souterraines permet par ailleurs de localiser celles situées sur la commune.
Ces risques naturels sont pris en compte dans l'aménagement du territoire de la commune par le biais d'un plan de prévention des risques (PPR) inondation et mouvement de terrain approuvé le 11 mai 2006.

## Histoire
Un trésor a été mis au jour en 1752, composé de 40 000 à 60 000 monnaies romaines en argent, datées de 238 à 268 après Jésus-Christ. Le directeur de la Monnaie de Toulouse en rachète environ 30 000 pièces dans l'intention de les refondre. Quatre rares antoniniens provenant de ce trésor, après avoir rejoint la collection de Charles-Clément Martin de Saint-Amand (1702-1763), ancien receveur général des tabacs de la ville de Toulouse, puis le médaillier de l'Académie royale des Sciences, Inscriptions et Belles-Lettres, sont actuellement conservés au musée Saint-Raymond de Toulouse.
Sainte-Suzanne dépendait jusqu'au 18 septembre 1948 de la commune voisine de Saint-Ybars. Jusqu'à la Révolution, Sainte-Suzanne dépendait du diocèse épiscopal de Rieux et du comté de Foix. Voir cartes de Cassini.

## Politique et administration

### Découpage territorial
La commune de Sainte-Suzanne est membre de la communauté de communes Arize Lèze, un établissement public de coopération intercommunale (EPCI) à fiscalité propre créé le 30 octobre 2016 dont le siège est à Le Fossat. Ce dernier est par ailleurs membre d'autres groupements intercommunaux.
Sur le plan administratif, elle est rattachée à l'arrondissement de Saint-Girons, au département de l'Ariège, en tant que circonscription administrative de l'État, et à la région Occitanie.
Sur le plan électoral, elle dépend du canton d'Arize-Lèze pour l'élection des conseillers départementaux, depuis le redécoupage cantonal de 2014 entré en vigueur en 2015, et de la deuxième circonscription de l'Ariège  pour les élections législatives, depuis le redécoupage électoral de 1986.

### Administration municipale
Le nombre d'habitants au recensement de 2011 étant compris entre 100 et 499, le nombre de membres du conseil municipal pour l'élection de 2014 est de onze,.

### Liste des maires

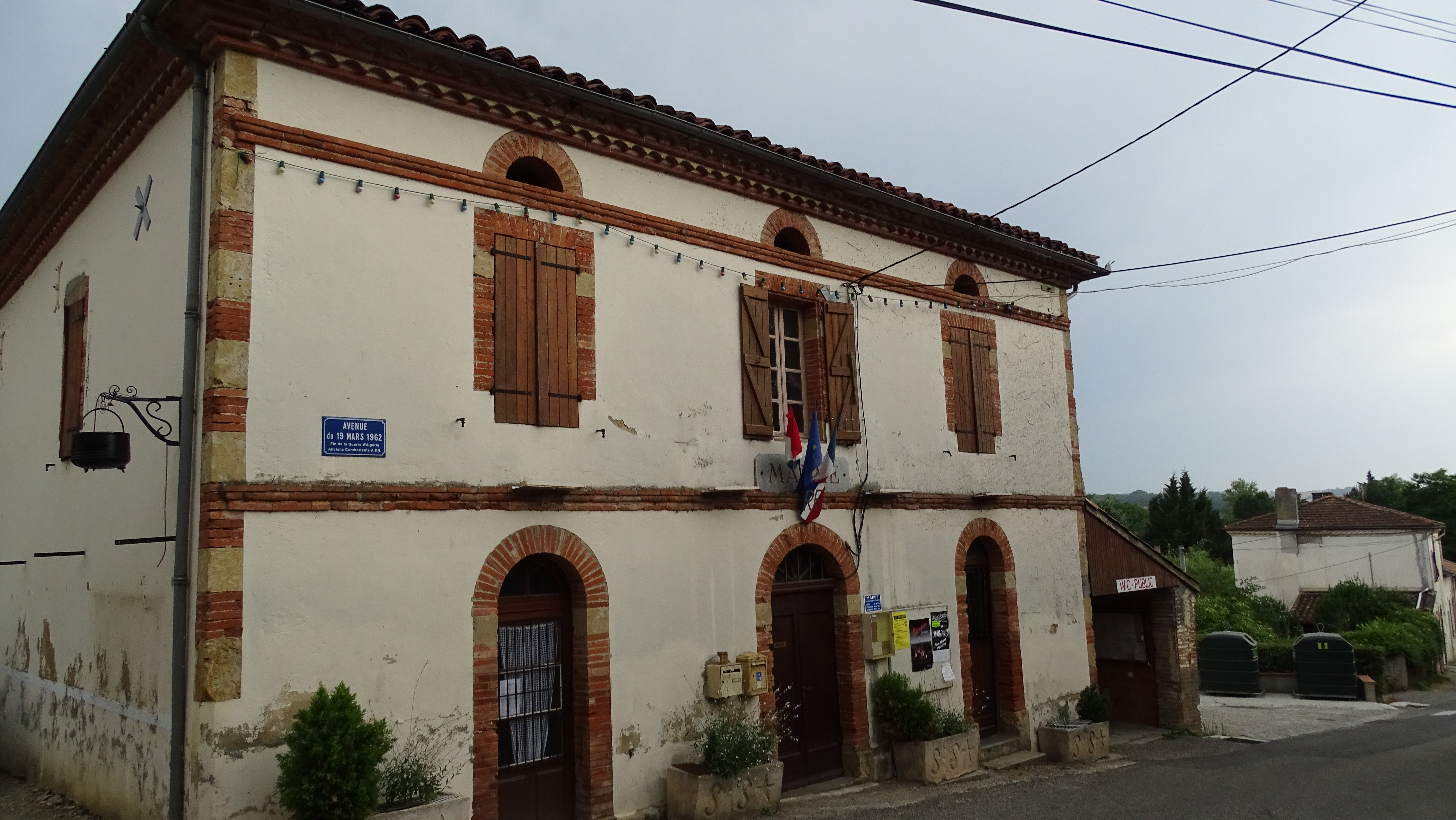
Mairie de Sainte-Suzanne.

| Période                                  | Période  | Identité         | Étiquette | Qualité  |
| ---------------------------------------- | -------- | ---------------- | --------- | -------- |
|                                          |          |                  |           |          |
| 27 mars 1977                             | 2020     | Paul Franquine   | PCF       | Retraité |
| 2020                                     | En cours | Elisabeth Albero |           |          |
| Les données manquantes sont à compléter. |          |                  |           |          |

## Population et société

### Démographie
L'évolution du nombre d'habitants est connue à travers les recensements de la population effectués dans la commune depuis 1954. Pour les communes de moins de 10 000 habitants, une enquête de recensement portant sur toute la population est réalisée tous les cinq ans, les populations de référence des années intermédiaires étant quant à elles estimées par interpolation ou extrapolation. Pour la commune, le premier recensement exhaustif entrant dans le cadre du nouveau dispositif a été réalisé en 2008.

En 2022, la commune comptait 249 habitants, en évolution de +5,06 % par rapport à 2016 (Ariège : +1,48 %, France hors Mayotte : +2,11 %).
| 1954 | 1962 | 1968 | 1975 | 1982 | 1990 | 1999 | 2006 | 2008 |
| ---- | ---- | ---- | ---- | ---- | ---- | ---- | ---- | ---- |
| 290  | 242  | 233  | 224  | 190  | 174  | 192  | 231  | 242  |

| 2013 | 2018 | 2022 | - | - | - | - | - | - |
| ---- | ---- | ---- | - | - | - | - | - | - |
| 235  | 239  | 249  | - | - | - | - | - | - |

| selon la population municipale des années : | 1968 | 1975 | 1982 | 1990 | 1999 | 2006 | 2009 | 2013 |
| Rang de la commune dans le département      | 105  | 114  | 127  | 125  | 127  | 115  | 111  | 118  |
| Nombre de communes du département           | 340  | 328  | 330  | 332  | 332  | 332  | 332  | 332  |

### Enseignement
Sainte-Suzanne fait partie de l'académie de Toulouse.

### Activités sportives
Chasse, pétanque, randonnée pédestre.

## Économie

### Revenus
En 2018  (données Insee publiées en septembre 2021), la commune compte 107 ménages fiscaux, regroupant 239 personnes. La médiane du revenu disponible par unité de consommation est de 21 320 € (19 820 € dans le département).

### Emploi
| Division       | 2008   | 2013   | 2018   |
| -------------- | ------ | ------ | ------ |
| Commune        | 13,2 % | 7,5 %  | 10,4 % |
| Département    | 8,9 %  | 11,1 % | 11,2 % |
| France entière | 8,3 %  | 10 %   | 10 %   |

En 2018, la population âgée de 15 à 64 ans s'élève à 144 personnes, parmi lesquelles on compte 80,6 % d'actifs (70,1 % ayant un emploi et 10,4 % de chômeurs) et 19,4 % d'inactifs,. En  2018, le taux de chômage communal (au sens du recensement) des 15-64 ans est inférieur à celui du département, mais supérieur à celui de la France, alors qu'en 2008 il était supérieur à celui du département.
La commune fait partie de la couronne de l'aire d'attraction de Toulouse, du fait qu'au moins 15 % des actifs travaillent dans le pôle,. Elle compte 26 emplois en 2018, contre 33 en 2013 et 43 en 2008. Le nombre d'actifs ayant un emploi résidant dans la commune est de 102, soit un indicateur de concentration d'emploi de 25,3 % et un taux d'activité parmi les 15 ans ou plus de 58,5 %.
Sur ces 102 actifs de 15 ans ou plus ayant un emploi, 20 travaillent dans la commune, soit 20 % des habitants. Pour se rendre au travail, 89,2 % des habitants utilisent un véhicule personnel ou de fonction à quatre roues, 1 % les transports en commun, 1 % s'y rendent en deux-roues, à vélo ou à pied et 8,8 % n'ont pas besoin de transport (travail au domicile).

### Activités hors agriculture
14 établissements sont implantés  à Sainte-Suzanne au 31 décembre 2019.
Le secteur de la construction est prépondérant sur la commune puisqu'il représente 28,6 % du nombre total d'établissements de la commune (4 sur les 14 entreprises implantées  à Sainte-Suzanne), contre 14,2 % au niveau départemental.

### Agriculture
La commune fait partie de la petite région agricole dénommée « Coteaux de l'Ariège ». En 2010, l'orientation technico-économique de l'agriculture  sur la commune est la polyculture et le polyélevage.
|                                   | 1988 | 2000 | 2010 |
| --------------------------------- | ---- | ---- | ---- |
| Exploitations                     | 24   | 19   | 17   |
| Superficie agricole utilisée (ha) | 929  | 987  | 1047 |

Le nombre d'exploitations agricoles en activité et ayant leur siège dans la commune est passé de 24 lors du recensement agricole de 1988 à 19 en 2000 puis à 17 en 2010, soit une baisse de 29 % en 22 ans. Le même mouvement est observé à l'échelle du département qui a perdu pendant cette période 48 % de ses exploitations. La surface agricole utilisée sur la commune a quant à elle augmenté, passant de 929 ha en 1988 à 1 047 ha en 2010. Parallèlement la surface agricole utilisée moyenne par exploitation a augmenté, passant de 39 à 62 ha.

## Culture locale et patrimoine

### Lieux et monuments
L'église Sainte-Suzanne est une église romane, dont les fresques ont été rénovées, classée aux monuments historiques.

## Pour approfondir